# Trapp Homestead
La Trapp Homestead  es una casa histórica ubicada en Miami, Florida. La Trapp Homestead se encuentra inscrita  en el Registro Nacional de Lugares Históricos desde el 10 de noviembre de 1994.  

## Ubicación
La Trapp Homestead se encuentra dentro del condado de Miami-Dade en las coordenadas 25°44′01″N 80°14′17″O / 25.733611, -80.238056.